# Big Bill Broonzy and Washboard Sam
Big Bill Broonzy and Washboard Sam — спільний студійний альбом американських блюзових музикантів Біг Білла Брунзі і Вошборда Сема, випущений у 1962 році лейблом Chess.

## Опис
Цей альбом Chess випустив лише у 1962 році, хоча сесія була записана аж 1953 року. Тут Біг Білл Брунзі і його кровний брат Вошборд Сем обидва у чудовій формі, по черзі співають пісні, як і колись разом виступали на лейблі Bluebird. Також у сесії взяли участь гітарист Лі Купер, піаніст Мемфіс Слім та Біг Кроуфорд на контрабасі.
«Little City Woman»/«Lonesome» Брунзі і «Diggin' My Potatoes»/«Bright Eyes» Сема були випущені Chess у 1953 році як сингли.

## Список композицій
1. «Little City Woman» (Біг Білл Брунзі) — 2:45
2. «Lonesome» (Біг Білл Брунзі) — 2:48
3. «Jacqueline» (Біг Білл Брунзі) — 2:28
4. «Romance Without Finance» (Біг Білл Брунзі) — 3:05
5. «By Myself» (Біг Білл Брунзі) — 3:00
6. «Shirt Tail» (Роберт Браун) — 3:05
7. «Diggin' My Potatoes» (Санні Джо) — 2:38
8. «Bright Eyes» (Роберт Браун) — 2:23
9. «Minding My Own Business» (Роберт Браун) — 2:30
10. «Never, Never» (Роберт Браун) — 2:38
11. «Horse Shoe Over My Door» (Роберт Браун) — 3:08
12. «I'm a Lonely Man» (Роберт Браун) — 2:40

## Учасники запису
- Біг Білл Брунзі — вокал (1—4), гітара (1—4, 8, 11, 12)
- Вошборд Сем — вокал (5—12), пральна дошка
- Лі Купер — гітара (1—8, 10)
- Мемфіс Слім — фортепіано (9, 11, 12)
- Ернест Кроуфорд — контрабас

Технічний персонал
- Ральф Басс — продюсер
- Дон Бронстейн — дизайн (обкладинка)
- Стадс Теркел — текст